# Montesa A-45
La Montesa A-45 de 1945 fou el primer model de motocicleta que fabricà Montesa, abans i tot de constituir-se legalment com a societat. Dotat d'un motor de dos temps monocilíndric refrigerat per aire de 98 cc i canvi de tres velocitats amb accionament manual, era estrictament parlant un velomotor, ja que no arribava als 100 cc (límit a partir del qual un vehicle de dues rodes es considerava legalment una motocicleta). Es fabricà en tres versions: Normal, Dona i Quadre elàstic, divergents entre si només pel conjunt de bastidor i suspensions. D'altra banda, la característica forma del seu motor va fer que aquesta moto fos coneguda popularment com a "La Cafetera".
El 1947, només dos any després del seu llançament, la Montesa A-45 fou substituïda per la nova B-46/49 (coneguda popularment com a "La iaia"), força renovada i equipada ja amb un motor de 125 cc.

## Història

### Antecedents: Permanyer i Bultó
El 1944, l'empresari barceloní fabricant de gasògens Pere Permanyer, decidit a fabricar motors auxiliars per a bicicletes en uns moments en què el mercat del gasogen començava a afluixar, conegué Francesc Xavier Bultó, un enginyer i empresari apassionat del motociclisme. Cap al mes de juny d'aquell any, tots dos arribaren a un acord i decidiren d'associar-se per a construir motocicletes, iniciant les activitats en uns tallers propietat de Permanyer, al número 408 del carrer Còrsega de Barcelona.

### L'ajut de Manuel Giró
En aquells anys de postguerra hi havia gran escassetat i calia fer-s'ho tot un mateix. Un dels elements més difícils d'aconseguir aleshores era el volant magnètic per a l'encesa del motor, però Permanyer i Bultó tingueren la sort que Manuel Giró, un altre apassionat de les motos i conegut del segon, els en vengué una partida de 100 que havia importat de la marca Bosch, juntament amb una partida de tub per als bastidors i les matrius per a fabricar la forquilla de la suspensió anterior.
Manuel Giró, membre de la família propietària de l'empresa de cinematografia OSSA, havia aconseguit importar aquells volants magnètics el 1944, quan mirava d'endegar el seu projecte de construir motocicletes. A causa de la manca de continuïtat en el subministrament de materials, Giró no se'n sortí i el seu projecte hagué d'esperar encara uns anys (la primera OSSA 125 sortí al mercat el 1951). Permanyer i Bultó li compraren doncs aquella partida de volants magnètics per 22.000 pts (uns 132 euros al canvi) i pogueren així començar a fabricar en sèrie les primeres cent motocicletes.

### De la Motobécane a la XX
Mentrestant, Bultó dissenyava els primers prototipus ajudat inicialment pel seu amic Carles Carreras, també enginyer. En aquell temps, Bultó només podia dedicar-se al projecte unes hores de temps lliure, ja que havia de d'ocupar-se prioritàriament del seu propi negoci, la companyia Barella i Bultó, SL, dedicada a la fabricació de segments i camises de cilindre per a l'automoció (amb fàbrica a Vilanova i la Geltrú).
Com a base per a la seva primera motocicleta, Bultó li demanà al seu nebot Joan Soler Bultó un velomotor que li havia regalat feia poc. Es tractava d'un Motobécane B1V2 GR38 que havia comprat a Perpinyà per uns 600 francs, el qual anà desmuntant i tornant a muntar per tal d'aprofitar-ne el que podia. En paraules seves: «La primera Montesa fou en part el que vaig voler i en part el que vaig trobar. El motor i el canvi els vaig "afusellar", no eren idèntics, però, és clar, retiraven molt a aquella Motobécane». Pel que fa al motor, malgrat que a l'època s'estilaven majoritàriament els de quatre temps, Bultó optà per la tecnologia dels dos temps per raó de la seva simplicitat, tal com declarà més tard: «Tot i que llavors al motor de dos temps se'l mirava amb menyspreu, com una "coseta", mai no vaig pensar a fer-ne un de quatre temps perquè era massa complicat i difícil per als nostres mitjans. De tota manera, la simplicitat del dos temps em fascinava».
El primer prototipus va començar a rodar pels carrers de Barcelona a la darreria d'octubre d'aquell mateix any, 1944. Un cop esmenats certs detalls, el 12 de febrer de 1945 s'inscrigué el prototipus en una prova de regularitat per equips, organitzada pel Reial Moto Club de Catalunya, amb les inicials XX com a única identificació (ja que encara no s'havia decidit el nom de la futura marca). La motocicleta, pilotada per José Luis Milà, no va poder finalitzar la prova a causa d'una avaria en el sistema d'encesa.

### El naixement de Montesa

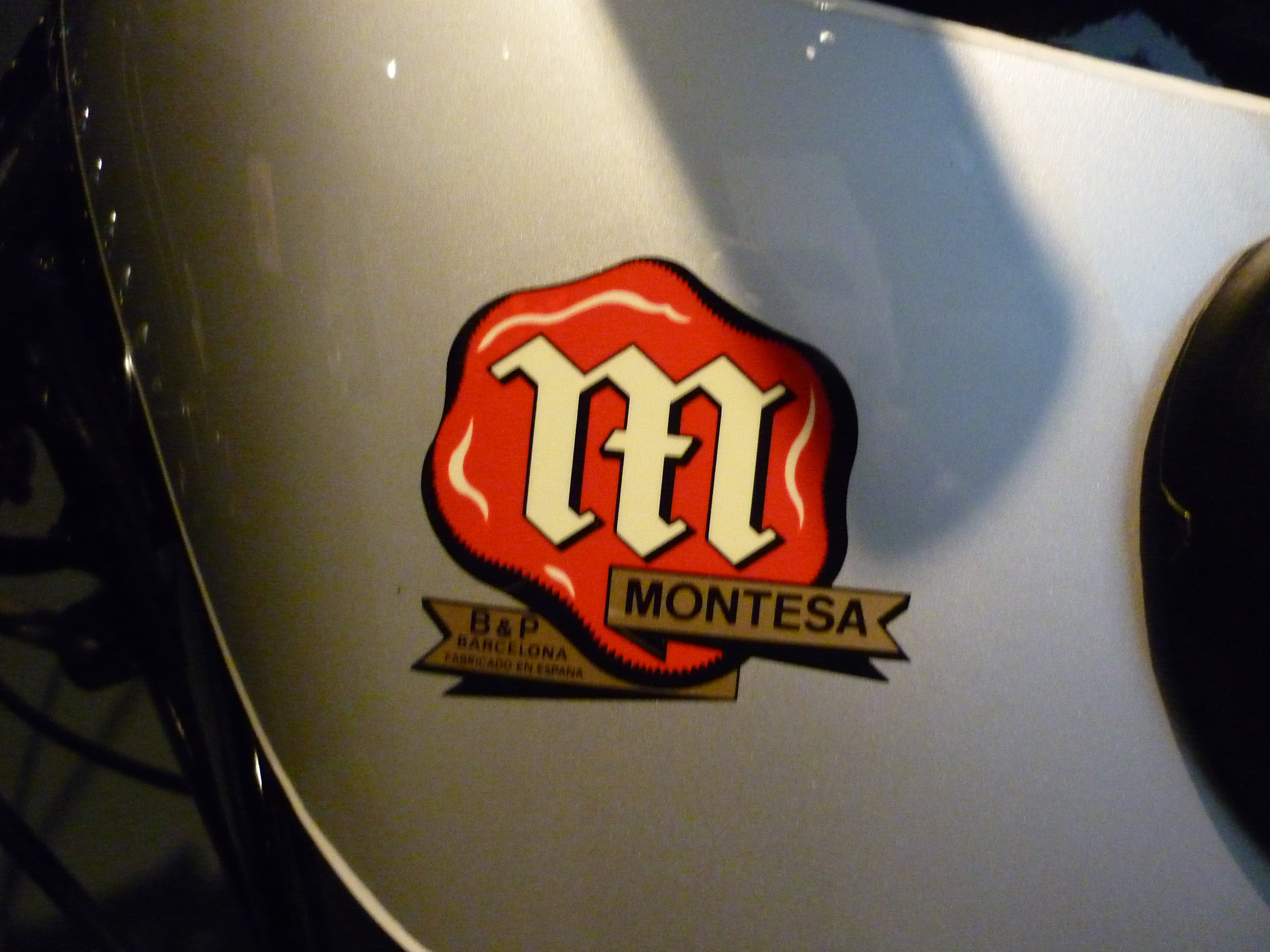
El primer logotip de Montesa, al dipòsit d'una B-46/49 de 1949

Finalment, el 17 de juny de 1945 la societat "Bultó & Permanyer" presentà tres unitats de la primera Montesa A-45 a la Fira de Mostres de Barcelona. El nom definitiu de la marca s'havia decidit durant el procés de desenvolupament del prototipus: un cop mesurades algunes alternatives, Permanyer i Bultó es decantaren per «Montesa» després d'inspirar-se en la històrica Orde de Montesa. Al mateix temps n'idearen el primer logotip, una «M» d'estil gòtic envoltada d'una corona, com si fos lacre estampat (idea adoptada del logotip de Chrysler a l'època).
L'associació de Permanyer i Bultó, mentrestant, s'anava consolidant: al primer balanç de la societat acabada de crear, de data 31 de desembre de 1945, hi figuraven com a socis Pere Permanyer i Puigjaner i el seu pare, Marcel·lí Permanyer i Grifoll, amb el 89% de la societat (630.003,36 pts, uns 3.786 euros) i Francesc Xavier Bultó amb l'11% restant (80.619,75 pts, uns 485 euros). La societat industrial definitiva es va constituir el 3 de febrer de 1947 amb escriptura pública davant del notari Frederic Trias de Bes, adoptant com a raó social Permanyer, S.A. de Industrias Mecánicas. El capital total de l'empresa era de 810.000 pts (4.868,20 euros), del qual la família Permanyer n'hi aportava el 76,3% i la família Bultó, el 23,7% restant.

### El llançament de l'A-45
El model presentat a Barcelona, anomenat A-45, era una motocicleta de bastidor rígid, amb motor de 98 cc (45,6 x 60 mm) d'escapament doble i canvi de tres velocitats amb accionament manual situat a la dreta del dipòsit. També s'hi exposà una versió per a dona ("senyoreta") i una altra amb suspensió al darrere (per tant, amb "quadre elàstic"). Els carburadors eren uns Gurtnerd francesos (passats de contraban, en uns moments en què França estava ocupada per l'Alemanya nazi); més tard se n'hi incorporaren uns altres de fabricació pròpia, batejats com a CI i aconseguits gràcies a un material trobat a la foneria "Dalia" de Barcelona, degudament transformat pel mecànic de Montesa Josep París.

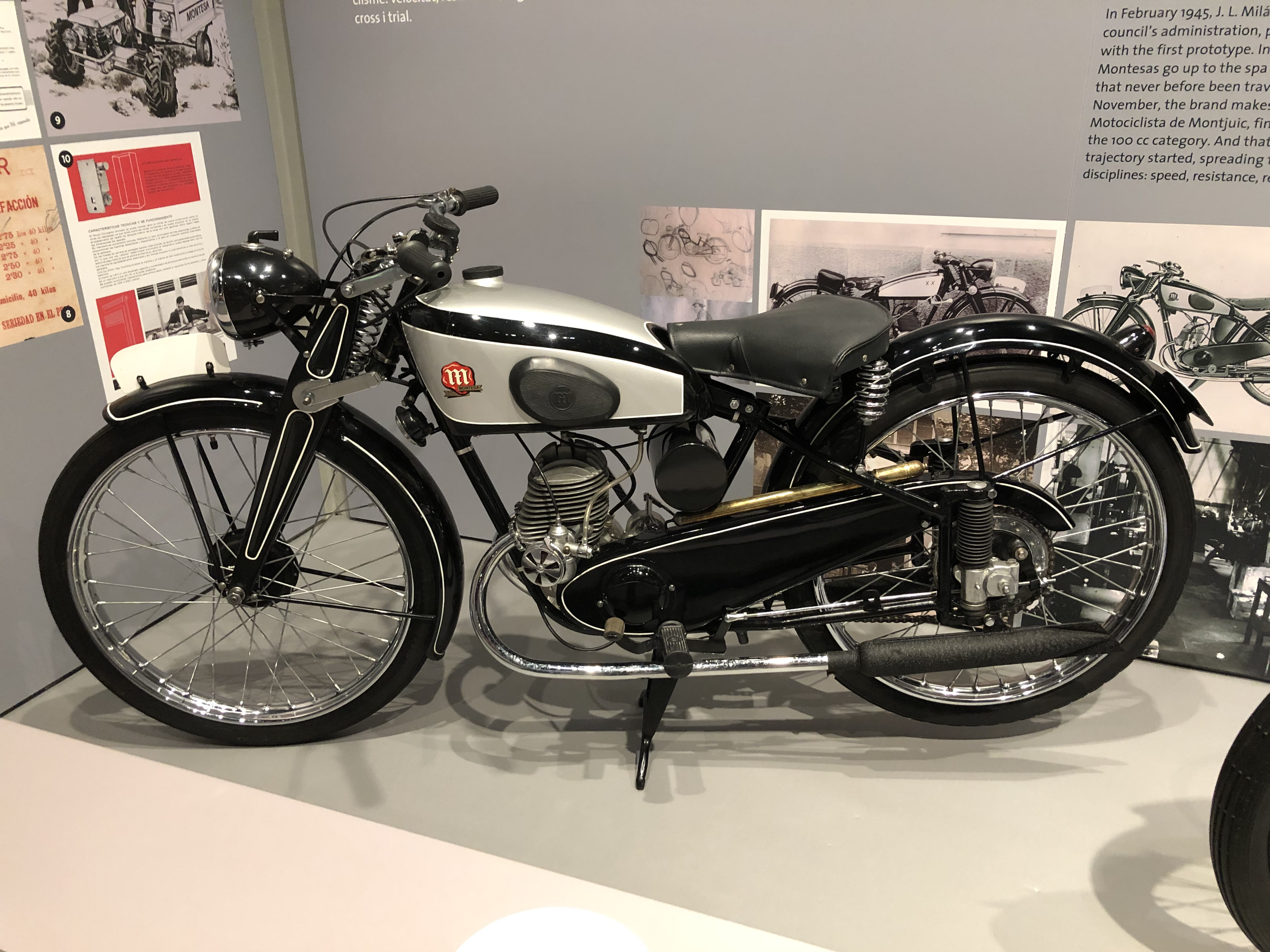
Montesa A-45, el primer model fabricat per l'empresa (1945)

Al moment de presentar el model ja se n'havia començat la producció i només dos dies després, el 19 de juny, en sortí al mercat la primera unitat (amb el número de bastidor MB-0001), que fou adquirida per Pere Permanyer. La segona fou per a Joan Soler Bultó, la tercera (en versió senyoreta) per a Anna Maria Villavecchia, la quarta per a Carles Carreras i la cinquena, per a Francesc Xavier Bultó. Els preus de venda eren de 8.000 pts per a la versió normal i 8.500 per a la de quadre elàstic (en euros, 48 i 51 respectivament).
Per tal de provar a fons les noves motocicletes i completar-ne el desenvolupament, l'agost del mateix any 1945 l'empresa organitzà una ascensió motoritzada al balneari de Caldes de Boí, on fins aleshores no havia arribat mai cap vehicle de motor en no haver-hi ni carretera ni camins (només s'hi podia accedir camp a través, amb tracció animal). Cinc motocicletes Montesa A-45 assoliren l'objectiu, pilotades respectivament per Paco Bultó, José Luís i Alfons Milà, Josep Maria Llobet Turuta i Joan Soler Bultó. Al novembre, Montesa participà per primera vegada en una cursa de velocitat, el I Premi Motociclista de Montjuïc en la categoria de 110cc, amb gran èxit per a la marca: Turuta en fou el guanyador i les A-45 acabaren assolint les quatre primeres posicions de la prova.
Aquell any inaugural, la producció va assolir un total de 22 unitats. En senyal d'agraïment per l'ajut inicial, la nit de Nadal Bultó i Permanyer n'hi deixaren una a Manuel Giró al balcó de casa seva. L'empresa tenia plans de creixement i al novembre ja havia anunciat que volia apujar la cilindrada de l'A-45 fins als 125 cc i fabricar-ne una sèrie de 100, a més de desenvolupar una nova moto de 175 cc i una altra de 250 cc bicilíndrica.
Montesa esdevenia, doncs, la primera fàbrica de motocicletes de producció en sèrie i amb vocació industrial i exportadora catalana. Cal dir que, malgrat que a l'estat hi havia hagut alguns intents de fabricació de motocicletes un cop acabada la guerra civil espanyola, cap d'ells no va ser prou seriós com per a ser considerat fruit d'una producció industrial normalitzada. En paraules de Francisco Herreros (tota una autoritat en matèria d'història motociclista), «Només la madrilenya Soriano comptava amb unes bones instal·lacions i amb el total suport del règim del general Franco, gràcies a la lleialtat política dels seus propietaris, però la qualitat dels seus fabricats deixava molt a desitjar».
L'any següent al llançament de l'A-45, 1946, es destinà bàsicament a incrementar i millorar-ne la producció per tal de satisfer la demanda creixent del velomotor. A banda, el 5 de maig la marca va participar per primer cop en una competició internacional (el Gran Premi Internacional de Barcelona, celebrat a Montjuïc) aconseguint una espectacular victòria en la cursa de 125cc. Aquell mateix any, Montesa va guanyar també els campionats d'Espanya de 100 i de 125cc, amb Andreu Bresca i Joan Soler Bultó de pilots.

## Les successores: B-46 i B-46/49

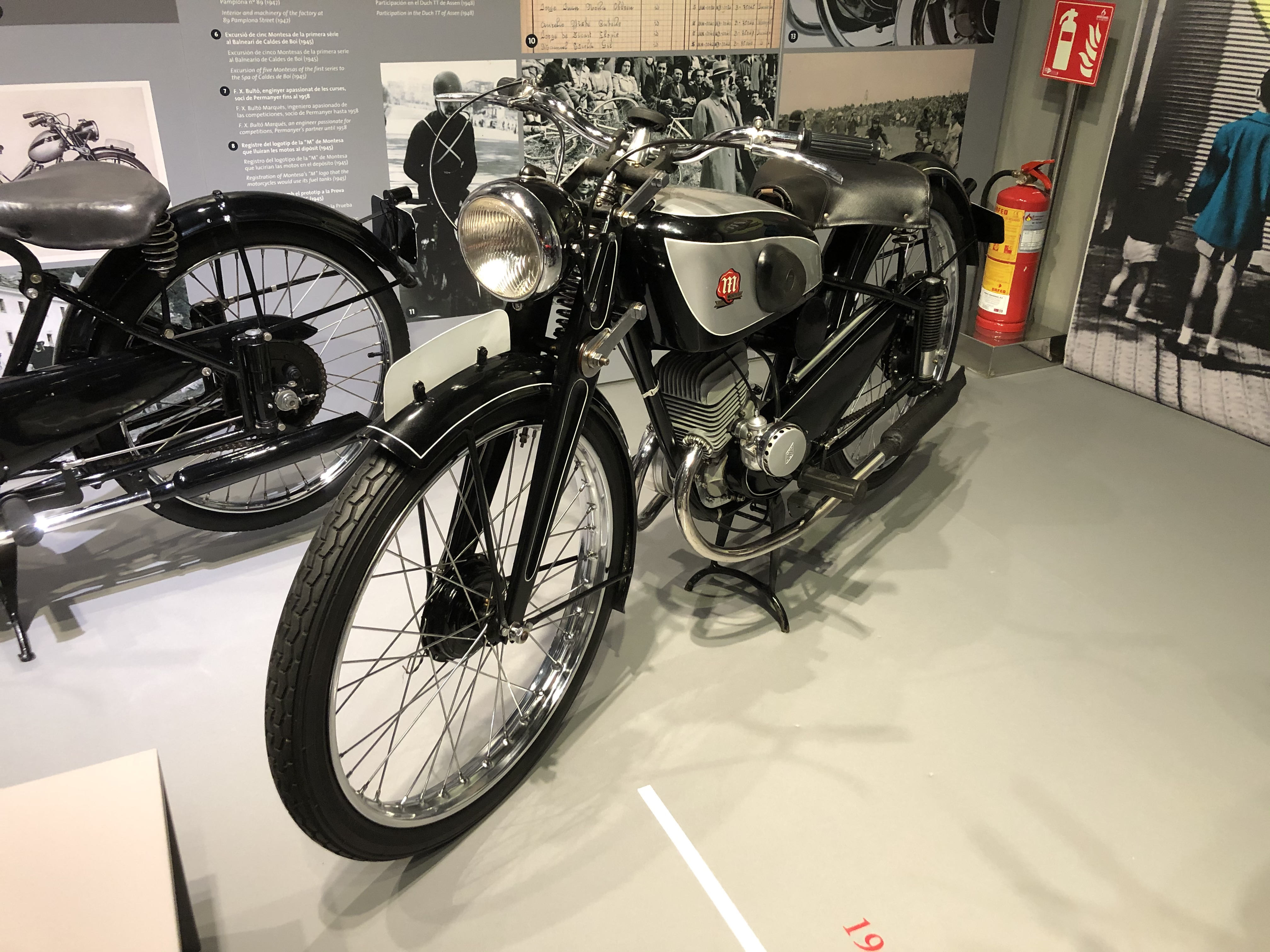
Montesa B-46/49 de 1946, molt semblant estèticament a l'A-45

Durant el 1946, es fabricaren algunes unitats de sèrie amb diàmetre de pistó augmentat als 51,5 mm i una mateixa carrera de 60 mm, assolint doncs un cubicatge de 125 cc. Aquell nou motor, fàcilment distingible de l'anterior per la seva forma quadrada, fou la base de tots els models posteriors de l'empresa -tant de sèrie com de competició- durant anys. Amb el motor s'equipà inicialment el nou model de la marca, anomenat B-46, el qual coronà la seva primera cursa amb una victòria (tal com va fer en el seu moment el seu antecessor, l'A-45). Al mateix temps, a tall d'assaig es muntaren motors anglesos Villiers en algunes unitats, tot i que el projecte d'importar motors d'aquesta marca per a incorporar-los a la sèrie acabà essent desestimat.
Finalment, a començaments de 1947 s'inicià la fabricació en sèrie d'una nova versió de la B-46, denominada B-46/49, que disposava de cilindre i culata nous, més dimensionats exteriorment (de forma més quadrada) però amb les mateixes mesures de 51,5 x 60 mm.

## Versions

### Llista de versions produïdes
| Model                     | Versió                    | Id. Model                 | Anys                      | Núm. Sèrie                                                                        | Unitats | Característiques |
| ------------------------- | ------------------------- | ------------------------- | ------------------------- | --------------------------------------------------------------------------------- | ------- | ---------------- |
| A-45                      | Normal                    | -                         | 1945                      | MM-0011 / MM0014                                                                  | 2       | Quadre rígid     |
| A-45                      | Dona                      | -                         | 1945 - 1947               | MM-0003,96,97,120,165,228                                                         | 6       | Quadre obert     |
| A-45                      | Quadre elàstic            | -                         | 1945 - 1947               | MM0001-MM0122, MM0154,159,164,188, MM0201,212,217,225,333, MM0354,374,408,493,494 | 95      | Quadre elàstic   |
| Total d'unitats produïdes | Total d'unitats produïdes | Total d'unitats produïdes | Total d'unitats produïdes | Total d'unitats produïdes                                                         | 103     |                  |

Notes
1. ↑  Excepte rígides, dones i números 51,103,105,106,107,113,115 a 119,121 a 153 i 156.
2. ↑  Segons una altra font, el total d'unitats produïdes de l'A-45 fou de 1.458.[2]

### Normal
Coneguda també com a "Rígida" pel fet de no tenir suspensió posterior.
Fitxa tècnica
| Montesa A-45 "Normal"                                                                                              | Montesa A-45 "Normal"       |
| --- | --------------------------- |
| Id. Model | -                           |
| Núm. Sèrie | MM-0011 / MM0014            |
| Anys | 1945                        |
| CC | 97,92                       |
| Diàmetre x Carrera                                                                                                 | 45,6 x 60 mm                |
| Compressió | ?                           |
| CV | 3,2 a 5.000 rpm             |
| Carburador | Gurtnerd 16 mm              |
| Canvi | 3 velocitats                |
| Suspensió davant                                                                                                   | Paral·lelograms deformables |
| Suspensió darrera                                                                                                  | Sense                       |
| Pneumàtic davant                                                                                                   | 600 x 65                    |
| Pneumàtic darrera                                                                                                  | 600 x 65                    |
| Frens davant | Tambor 125 mm               |
| Frens darrera | Tambor 125 mm               |
| Pes en sec | ?                           |
| Capacitat dipòsit                                                                                                  | ?                           |
| Característiques                                                                                                   | Quadre rígid                |
| \| • Altres \| \| ------------------------------------------- \| \| - Encesa: Bosch - Velocitat màxima: 65 km/h \| |                             |
| • Altres |                             |
| - Encesa: Bosch - Velocitat màxima: 65 km/h                                                                        |                             |

### Dona
Coneguda també com a "Senyora", "Senyoreta" o "Dama", el fet de disposar de quadre obert (o de "pas a través") la feia òptima per a dones amb faldilles i «capellans amb sotana». Al moment del seu llançament s'anomenava "Modèle eclésiastique", en francès, tot imitant la Motobécane.
Fitxa tècnica
| Montesa A-45 "Dona"                                                                                                | Montesa A-45 "Dona"         | Montesa A-45 "Dona" |
| --- | --------------------------- | ------------------- |
| Id. Model | -                           |                     |
| Núm. Sèrie | MM-0003,96,97, 120,165,228  |                     |
| Anys | 1945 - 1947                 |                     |
| CC | 97,92                       |                     |
| Diàmetre x Carrera                                                                                                 | 45,6 x 60 mm                |                     |
| Compressió | ?                           |                     |
| CV | 3,2 a 5.000 rpm             |                     |
| Carburador | Gurtnerd 16 mm              |                     |
| Canvi | 3 velocitats                |                     |
| Suspensió davant                                                                                                   | Paral·lelograms deformables |                     |
| Suspensió darrera                                                                                                  | Telescòpica                 |                     |
| Pneumàtic davant                                                                                                   | 600 x 65                    |                     |
| Pneumàtic darrera                                                                                                  | 600 x 65                    |                     |
| Frens davant | Tambor 125 mm               |                     |
| Frens darrera | Tambor 125 mm               |                     |
| Pes en sec | ?                           |                     |
| Capacitat dipòsit                                                                                                  | ?                           |                     |
| Característiques                                                                                                   | Quadre obert                |                     |
| \| • Altres \| \| ------------------------------------------- \| \| - Encesa: Bosch - Velocitat màxima: 65 km/h \| |                             |                     |
| • Altres |                             |                     |
| - Encesa: Bosch - Velocitat màxima: 65 km/h                                                                        |                             |                     |

### Quadre elàstic
Coneguda també com a "Elàstica" pel fet de disposar de suspensió posterior.
Fitxa tècnica
| Montesa A-45 "Quadre elàstic"                                                                                      | Montesa A-45 "Quadre elàstic"                                                     | Montesa A-45 "Quadre elàstic" |
| --- | --------------------------------------------------------------------------------- | ----------------------------- |
| Id. Model | -                                                                                 |                               |
| Núm. Sèrie | MM0001-MM0122, MM0154,159,164,188, MM0201,212,217,225,333, MM0354,374,408,493,494 |                               |
| Anys | 1945 - 1947                                                                       |                               |
| CC | 97,92                                                                             |                               |
| Diàmetre x Carrera                                                                                                 | 45,6 x 60 mm                                                                      |                               |
| Compressió | ?                                                                                 |                               |
| CV | 3,2 a 5.000 rpm                                                                   |                               |
| Carburador | Gurtnerd 16 mm                                                                    |                               |
| Canvi | 3 velocitats                                                                      |                               |
| Suspensió davant                                                                                                   | Paral·lelograms deformables                                                       |                               |
| Suspensió darrera                                                                                                  | Molles telescòpiques                                                              |                               |
| Pneumàtic davant                                                                                                   | 600 x 65                                                                          |                               |
| Pneumàtic darrera                                                                                                  | 600 x 65                                                                          |                               |
| Frens davant | Tambor 125 mm                                                                     |                               |
| Frens darrera | Tambor 125 mm                                                                     |                               |
| Pes en sec | ?                                                                                 |                               |
| Capacitat dipòsit                                                                                                  | ?                                                                                 |                               |
| Característiques                                                                                                   | Quadre elàstic                                                                    |                               |
| \| • Altres \| \| ------------------------------------------- \| \| - Encesa: Bosch - Velocitat màxima: 65 km/h \| |                                                                                   |                               |
| • Altres |                                                                                   |                               |
| - Encesa: Bosch - Velocitat màxima: 65 km/h                                                                        |                                                                                   |                               |

1. ↑  Excepte rígides, dones i números 51,103,105,106,107,113,115 a 119,121 a 153 i 156.[22]